# Ляйтнер, Феликс
Фе́ликс Ля́йтнер (нем. Felix Leitner; род. 31 декабря 1996, Халль-ин-Тироль, Тироль) — австрийский биатлонист, чемпион Европы 2018 года, трёхкратный чемпион мира среди юниоров.

## Биография

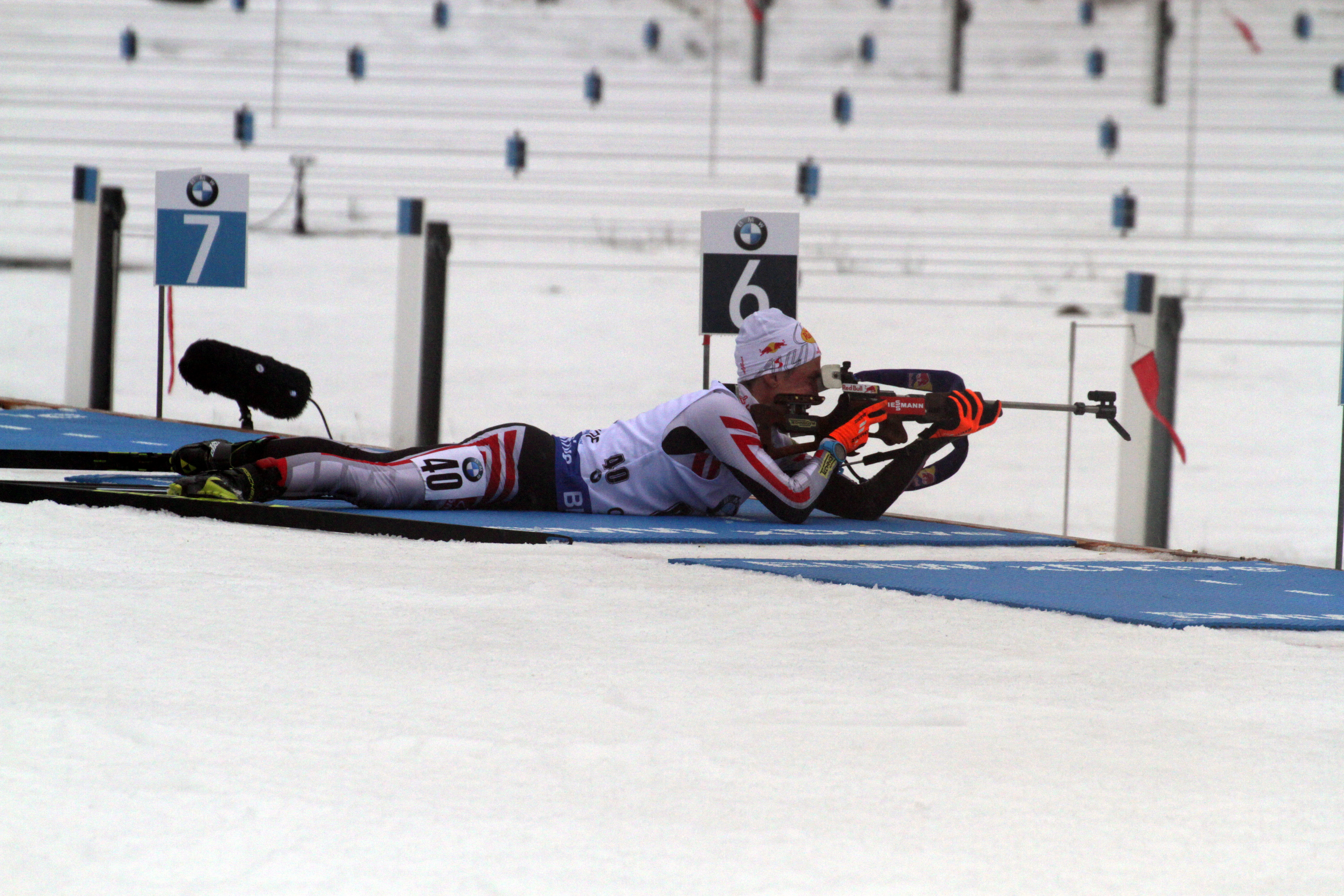

Феликс Ляйтнер родился 31 декабря 1996 года в австрийском городе Халль-ин-Тироль.
В 2014 году Феликс принял участие на чемпионате мира среди юниоров в американском городе Преск-Айл, где спортсмену не удалось взять ни одной медали. В следующем году на юниорском чемпионате мира в Минске Ляйтнеру удалось взять золото в пасьюте и серебро в спринте. На чемпионате мира среди юниоров 2016 года Феликс взял два первых и одно третье место.
24 января 2018 года 21-летний Ляйтнер выиграл золото в индивидуальной гонке на чемпионате Европы в Италии, на 43 секунды опередив чеха Томаша Крупчика. В спринте Ляйтнер стал седьмым, а в гонке преследования — 10-м.
На чемпионате мира 2020 года в Антерсельве Ляйтнер стал девятым в спринте и гонке преследования, а затем занял 6-е место в масс-старте, уступив двум норвежцам и трём французам. В эстафете в составе сборной Австрии Ляйтнер стал шестым.
17 января 2021 года в Оберхофе впервые в карьере попал в тройку лучших на этапе Кубка мира в личной гонке, заняв второе место в масс-старте.

## Медальный зачёт
| Сезон 2016—2017 | Сезон 2016—2017      | Сезон 2016—2017 | Сезон 2016—2017 |
| Тип             | Место проведения     | Дисциплина      | Место           |
| --------------- | -------------------- | --------------- | --------------- |
| КМ              | Швеция               | Спринт          | 45              |
| КМ              | Швеция               | Пасьют          | 43              |
| КМ              | Словения             | Спринт          | 39              |
| КМ              | Словения             | Пасьют          | 55              |
| КМ              | Словения             | Эстафета        | 6               |
| КМ              | Чехия                | Спринт          | 93              |
| КМ              | Германия, Оберхоф    | Спринт          | 39              |
| КМ              | Германия, Оберхоф    | Пасьют          | 51              |
| КМ              | Германия, Рупольдинг | Спринт          | 76              |
| КМ              | Германия, Рупольдинг | Эстафета        | 7               |

| Сезон 2018—2019 | Сезон 2018—2019  | Сезон 2018—2019 | Сезон 2018—2019 |
| Тип             | Место проведения | Дисциплина      | Место           |
| --------------- | ---------------- | --------------- | --------------- |
| КМ              | Норвегия         | Спринт          | 10              |
| КМ              | Норвегия         | Пасьют          | 4               |